# Дацей, Василь
Василь Дацей (14 января 1936 года, Вирава) —  украинский писатель. Окончил гимназию в Медзилаборцах, позднее философский факультет Прешовского университета. В 1980—1981 был драматургом Украинского театра в Прешове. В 1982 переехал в Братиславу и стал писателем. В 1990—2003 был председателем Союза украинских писателей Словакии. Пишет на украинском и словацком. Награждён украинским орденом «За заслуги» III степени (2006).